# Giuseppe De Robertis
Giuseppe De Robertis (* 7. Juni 1888 in Matera; † 7. September 1963 in Florenz) war ein italienischer Romanist und Italianist.

## Leben und Werk
De Robertis studierte ab 1907 in Florenz bei Ernesto Giacomo Parodi, Guido Mazzoni, Michele Barbi und Girolamo Vitelli. Von 1914 bis 1915 war er Schriftleiter der Wochenschrift Voce. 1917 wurde er mit einer Arbeit über Salvatore Di Giacomo promoviert und leistete Kriegsdienst. Dann lehrte er an der Universität Florenz, zuerst mit Lehrauftrag, ab 1931 hauptamtlich. Von 1938 bis 1958 besetzte er dort als Nachfolger von Attilio Momigliano den Lehrstuhl für italienische Literatur.
1962 erhielt er den Antonio-Feltrinelli-Preis.
Giuseppe De Robertis war der Vater von Domenico De Robertis.

## Werke
(Die zahlreichen Schulbücher und Schulausgaben werden nicht dokumentiert)
- Scritti con una noterella. Poliziano, Parini, Alfieri, Foscolo, Carducci, Severino, Serra, Soffici, De Lollis, Florenz 1939, 1953
- Scrittori del Novecento, Florenz 1940, 1958
- Saggio sul Leopardi, Florenz 1944, 1946, 1960, 1973 (zuerst 1937 in den Opere)
- Studi, Florenz 1944, 1953, 1971
- Primi studi manzoniani e altre cose, Florenz 1949
- Altro Novecento, Florenz 1962
- Scritti vociani, hrsg. von Enrico Falqui, Florenz 1967
- Studi II, hrsg. von Domenico De Robertis, Florenz 1971
- Collaborazione alla poesia. Scritti scelti sul Novecento italiano (1930-1961), hrsg. von Paola Giangrande und Simone Giusti, Lecce 2001

### Herausgebertätigkeit (Auswahl)
- (Hrsg. mit Luigi Ambrosini e Alfredo Grilli) Renato Serra, Esame di coscienza di un letterato, Florenz 1915, 1934
- (Hrsg.) Zibaldone scelto e annotato, 2 Bde., Florenz 1922
- (Hrsg.) Leopardi, Opere, 3 Bde., Mailand 1937
- (Hrsg. mit Alfredo Grilli) Scritti di Renato Serra, 2 Bde., Florenz 1937
- (Hrsg. mit Enrico Falqui) Omaggio a D'Annunzio, Florenz 1939